# ITV 경인방송 일일드라마
ITV 경인방송 일일드라마는 ITV 경인방송에서 방영되었던  TV 드라마다.

## 방송 시간
| 방송 채널 | 방송 기간                           | 방송 시간                                     | 방송 분량 |
| --------- | ----------------------------------- | --------------------------------------------- | --------- |
| ITV       | 1997년 10월 13일 ~ 1997년 12월 26일 | 매주 월요일 ~ 금요일 오후 9시 ~ 오후 9시 30분 | 30분      |
| ITV       | 1998년 1월 5일 ~ 1998년 1월 30일    | 매주 월요일 ~ 금요일 오후 8시 30분 ~ 9시      | 30분      |
| ITV       | 2002년 11월 4일 ~ 2003년 1월 30일   | 매주 월요일 ~ 목요일 오후 9시 30분 ~ 10시     | 30분      |

## 작품 리스트

### 1990년대

#### 1997년
- 《가족》: 1997년 10월 13일~1998년 1월 30일(1997년 12월 29일 ~ 1998년 1월 2일 휴방)

### 2000년대

#### 2002년
- 《해바라기 가족》: 2002년 11월 4일~2003년 1월 30일